# U-Bahn-Linie U3 (Wien)
| Zug der Linie U3 in der Endstation Ottakring |                      |                                      |                                      |
| Streckenlänge: | 13,402 km            |                                      |                                      |
| Spurweite: | 1435 mm (Normalspur) |                                      |                                      |
| Stromsystem: | 750 V =              |                                      |                                      |
| Streckengeschwindigkeit: | 80 km/h              |                                      |                                      |
| |                      |                                      |                                      |
| \| \| \| \| \| \| \| \| Ottakring \| \| \| \| \| \| \| \| \| \| \| \| \| \| \| Abstellanlage Ottakring (eingehaust) \| \| \| \| \| \| \| \| \| \| \| \| \| \| \| Kendlerstraße \| \| \| \| \| Hütteldorfer Straße \| \| \| \| \| \| \| \| \| \| Johnstraße \| \| \| \| \| \| \| \| \| \| Schweglerstraße \| \| \| \| \| \| \| \| \| \| Westbahnhof \| \| \| \| \| \| \| \| \| \| Zieglergasse \| \| \| \| \| Neubaugasse ( in Bau) \| \| \| \| \| \| \| \| \| \| Volkstheater \| \| \| \| \| \| \| \| \| \| Herrengasse \| \| \| \| \| Stephansplatz \| \| \| \| \| Stubentor \| \| \| \| \| Betriebsgleis 7: U4-Schwedenplatz \| \| \| \| \| Wienfluss \| \| \| \| \| Landstraße \| \| \| \| \| \| \| \| \| \| \| \| \| \| \| Rochusgasse \| \| \| \| \| Kardinal-Nagl-Platz \| \| \| \| \| \| \| \| \| \| Schlachthausgasse \| \| \| \| \| \| \| \| \| \| \| \| \| \| \| Erdberg Eingehaust \| \| \| \| \| \| \| \| \| \| Betriebsbahnhof Erdberg \| \| \| \| \| Gasometer \| \| \| \| \| \| \| \| \| \| Zippererstraße \| \| \| \| \| Enkplatz \| \| \| \| \| \| \| \| \| \| Simmering \| \| \| \| \| \| \| |                      |                                      |                                      |
| |                      |                                      |                                      |
| U-Bahn-Bahnhof |                      | Ottakring                            | Ottakring                            |
| U-Bahn-Strecke Ende Hochstrecke |                      |                                      |                                      |
| |                      |                                      |                                      |
| U-Bahn-Dienststation / Betriebs- oder Güterbahnhof |                      | Abstellanlage Ottakring (eingehaust) | Abstellanlage Ottakring (eingehaust) |
| |                      |                                      |                                      |
| U-Bahn-Tunnelanfang |                      |                                      |                                      |
| U-Bahn-Haltepunkt / Haltestelle (im Tunnel) |                      | Kendlerstraße                        | Kendlerstraße                        |
| U-Bahn-Haltepunkt / Haltestelle (im Tunnel) |                      | Hütteldorfer Straße                  | Hütteldorfer Straße                  |
| |                      |                                      |                                      |
| U-Bahn-Haltepunkt / Haltestelle (im Tunnel) |                      | Johnstraße                           | Johnstraße                           |
| U-Bahn-Überleitstelle / Spurwechsel (im Tunnel) |                      |                                      |                                      |
| U-Bahn-Haltepunkt / Haltestelle (im Tunnel) |                      | Schweglerstraße                      | Schweglerstraße                      |
| |                      |                                      |                                      |
| U-Bahn-Strecke quer (im Tunnel) · U-Bahn-Turmhaltepunkt mit Tunnelstrecke und geradeaus unten (im Tunnel) · U-Bahn-Strecke quer (im Tunnel) |                      | Westbahnhof                          | Westbahnhof                          |
| U-Bahn-Überleitstelle / Spurwechsel (im Tunnel) |                      |                                      |                                      |
| U-Bahn-Haltepunkt / Haltestelle (im Tunnel) |                      | Zieglergasse                         | Zieglergasse                         |
| U-Bahn-Strecke quer (außer Betrieb) (im Tunnel) · U-Bahn-Turmhaltepunkt (im Tunnel) · U-Bahn-Strecke quer (außer Betrieb) (im Tunnel) |                      | Neubaugasse ( in Bau)                | Neubaugasse ( in Bau)                |
| |                      |                                      |                                      |
| U-Bahn-Strecke quer (im Tunnel) · U-Bahn-Turmhaltepunkt mit Tunnelstrecke und geradeaus unten (im Tunnel) · U-Bahn-Strecke quer (im Tunnel) |                      | Volkstheater                         | Volkstheater                         |
| U-Bahn-Überleitstelle / Spurwechsel (im Tunnel) |                      |                                      |                                      |
| U-Bahn-Haltepunkt / Haltestelle (im Tunnel) |                      | Herrengasse                          | Herrengasse                          |
| U-Bahn-Strecke quer (im Tunnel) · U-Bahn-Turmhaltepunkt mit Tunnelstrecke und geradeaus oben (im Tunnel) · U-Bahn-Strecke quer (im Tunnel) |                      | Stephansplatz                        | Stephansplatz                        |
| U-Bahn-Haltepunkt / Haltestelle (im Tunnel) |                      | Stubentor                            | Stubentor                            |
| U-Bahn-Abzweig geradeaus und von links (im Tunnel) · U-Bahn-Strecke quer (im Tunnel) |                      | Betriebsgleis 7: U4-Schwedenplatz    | Betriebsgleis 7: U4-Schwedenplatz    |
| U-Bahn-Strecke unter Wasserlauf (im Tunnel) |                      | Wienfluss                            | Wienfluss                            |
| U-Bahn-Strecke quer (im Tunnel) · U-Bahn-Turmhaltepunkt mit Tunnelstrecke und geradeaus unten (im Tunnel) · U-Bahn-Strecke quer (im Tunnel) |                      | Landstraße                           | Landstraße                           |
| |                      |                                      |                                      |
| U-Bahn-Überleitstelle / Spurwechsel (im Tunnel) |                      |                                      |                                      |
| U-Bahn-Haltepunkt / Haltestelle (im Tunnel) |                      | Rochusgasse                          | Rochusgasse                          |
| U-Bahn-Haltepunkt / Haltestelle (im Tunnel) |                      | Kardinal-Nagl-Platz                  | Kardinal-Nagl-Platz                  |
| U-Bahn-Überleitstelle / Spurwechsel (im Tunnel) |                      |                                      |                                      |
| U-Bahn-Haltepunkt / Haltestelle (im Tunnel) |                      | Schlachthausgasse                    | Schlachthausgasse                    |
| U-Bahn-Tunnelende |                      |                                      |                                      |
| U-Bahn-Überleitstelle / Spurwechsel (im Tunnel) |                      |                                      |                                      |
| U-Bahn-Haltepunkt / Haltestelle |                      | Erdberg Eingehaust                   | Erdberg Eingehaust                   |
| |                      |                                      |                                      |
| U-Bahn-Tunnelanfang · U-Bahn-Betriebs-/Güterbahnhof Streckenende |                      | Betriebsbahnhof Erdberg              | Betriebsbahnhof Erdberg              |
| U-Bahn-Haltepunkt / Haltestelle (im Tunnel) |                      | Gasometer                            | Gasometer                            |
| U-Bahn-Überleitstelle / Spurwechsel (im Tunnel) |                      |                                      |                                      |
| U-Bahn-Haltepunkt / Haltestelle (im Tunnel) |                      | Zippererstraße                       | Zippererstraße                       |
| U-Bahn-Haltepunkt / Haltestelle (im Tunnel) |                      | Enkplatz                             | Enkplatz                             |
| U-Bahn-Überleitstelle / Spurwechsel (im Tunnel) |                      |                                      |                                      |
| U-Bahn-Bahnhof (im Tunnel) |                      | Simmering                            | Simmering                            |
| |                      |                                      |                                      |

Die U-Bahn-Linie U3 gehört zum Netz der Wiener U-Bahn und fährt bei einer derzeitigen Streckenlänge von rund 13,5 Kilometern 21 Stationen an. Sie verläuft in West-Ost-Richtung von der Station Ottakring über das Zentrum Wiens zur Station Simmering. Die durchschnittliche Reisezeit zwischen den beiden Endstationen beträgt 25 Minuten.
Die U3 ist die jüngste und gleichzeitig eine der am meisten frequentierten U-Bahn-Linien Wiens, wobei die Strecke zwischen Westbahnhof und Landstraße am stärksten ausgelastet ist. Sie verläuft mit Ausnahme kurzer Abschnitte bei den Stationen Ottakring und Erdberg vollständig im Untergrund. Der erste Spatenstich zum Bau der U3 fand im Jahr 1983 statt, das erste Teilstück wurde 1991, das letzte im Dezember 2000 eröffnet. Diese U-Bahn-Linie gilt als vollendet, Ausbauten und Verlängerungen sind derzeit nicht vorgesehen; ihre Signalfarbe ist Orange.

## Verlauf

Maßstabsgetreue Darstellung des Verlaufs der Linie U3

### Von Ottakring zum Westbahnhof
Die U3 beginnt in Hochlage am Bahnhof Ottakring und fährt parallel zu den Gleisanlagen der ÖBB in Richtung Süden. Kurz vor der Station Kendlerstraße endet der oberirdische Teil der U3 im 16. Bezirk. Nachdem die Trasse die Grenze zum 14. Bezirk bei der Steinbruchstraße unterfahren hat, beginnt ein leichter Linksschwenk, gefolgt von der Station Hütteldorfer Straße. Nach der Station folgt eine weitere leichte Linkskurve; die U3 fährt ab Höhe Beckmanngasse, die gleichzeitig die Bezirksgrenze zum 15. Bezirk darstellt, direkt unter der Meiselstraße Richtung Osten. Es folgt die Station Johnstraße. In einer leichten S-Kurve liegt die Station Schweglerstraße. Nach dem Westbahnhof, bei dem die Linie U6 gekreuzt wird und der Ausgangspunkt zahlreicher nationaler Bahnstrecken ist, unterquert die U3 den Gürtel und damit die Grenze vom 15. Bezirk zum 6. und 7. Bezirk.

### Vom Westbahnhof bis Landstraße
Nun unterfährt die Linie die Mariahilfer Straße an der Grenze zwischen Mariahilf und Neubau. Hier folgen die Stationen Zieglergasse und Neubaugasse, deren Bahnsteige in zwei Stockwerken untereinander liegen. Nach der Kirchengasse im 7. Bezirk nimmt die Trasse eine leichte Linkskurve und verläuft nun weiter nach Norden bis zur Station Volkstheater zwischen dem Ring und der Zweierlinie. Hier wird die U2 gekreuzt. Nach dieser Station, die bereits zu einem Großteil im 1. Bezirk liegt, unterfährt die U-Bahn in einer Rechtskurve den Volksgarten. Die nächste Haltestelle ist die Station Herrengasse. Nach dieser Station schwenkt die U3 wieder nach rechts und unterfährt dann den Graben, der am Stephansplatz endet. Hier befindet sich die gleichnamige Station im Zentrum Wiens, an der die Linie U1 gekreuzt wird. Die Strecke setzt sich unter dem 1. Bezirk fort; die letzte Station der U3 in der Inneren Stadt ist die Station Stubentor am Stubenring. Nach dieser unterfährt die U3 den Stadtpark und unterquert im Bereich der Stubenbrücke den Wienfluss, der die Grenze zwischen dem 1. und dem 3. Bezirk bildet. Es folgt mit dem kürzesten Stationsabstand zwischen zwei Stationen der U3 die Station Landstraße mit 503 Meter Entfernung zum Stubentor. Die U3-Station liegt tiefer als jene der Linie U4, zu der man hier umsteigen kann. Diese Station wird auch von der S-Bahn befahren.

### Von Landstraße nach Simmering
Die Strecke setzt sich unter der Landstraßer Hauptstraße fort. Nach der Station Rochusgasse verläuft die Trasse geradeaus weiter unter der Hainburger Straße. An dieser befinden sich die Station Kardinal-Nagl-Platz und die Station Schlachthausgasse. Nach einer erneuten leichten S-Kurve unterfährt die U3 den Thomas-Klestil-Platz, benannt nach dem ehemaligen Bundespräsidenten Thomas Klestil, und tritt dann bei der früheren Endstation Erdberg zum ersten Mal seit Beginn des Tunnels im 16. Bezirk wieder ans Tageslicht. Die Linie fährt parallel zur Erdbergstraße weiter, die Trasse führt am Betriebsbahnhof Erdberg vorbei, senkt sich wieder in den Tunnel ab, und nimmt anschließend eine Rechtskurve, an deren Ende die Station Gasometer liegt, die sich bereits im 11. Bezirk befindet. Es folgt die Station Zippererstraße mit einer anschließenden Linkskurve. Die Simmeringer Hauptstraße wird unterquert. Die vorletzte Station befindet sich am Enkplatz. Ab hier verläuft die Strecke der U3 parallel zur Simmeringer Hauptstraße leicht versetzt weiter, bis die Endstation Simmering erreicht wird.

### Verlängerung nach Kaiserebersdorf
Die Strecke im Süden wird derzeit auf eine Erweiterung in das Stadtgebiet Kaiserebersdorf geprüft. „Es gibt relevante Stadtentwicklungspotenziale Richtung Kaiserebersdorf und es ist für uns auch entscheidend zu prüfen, wie hier eine optimale Verkehrserschließung aussieht und das könnte entweder mit einer U-Bahn-Verlängerung passieren oder durch eine Verdichtung und Verbesserung des Straßenbahnsystems.“

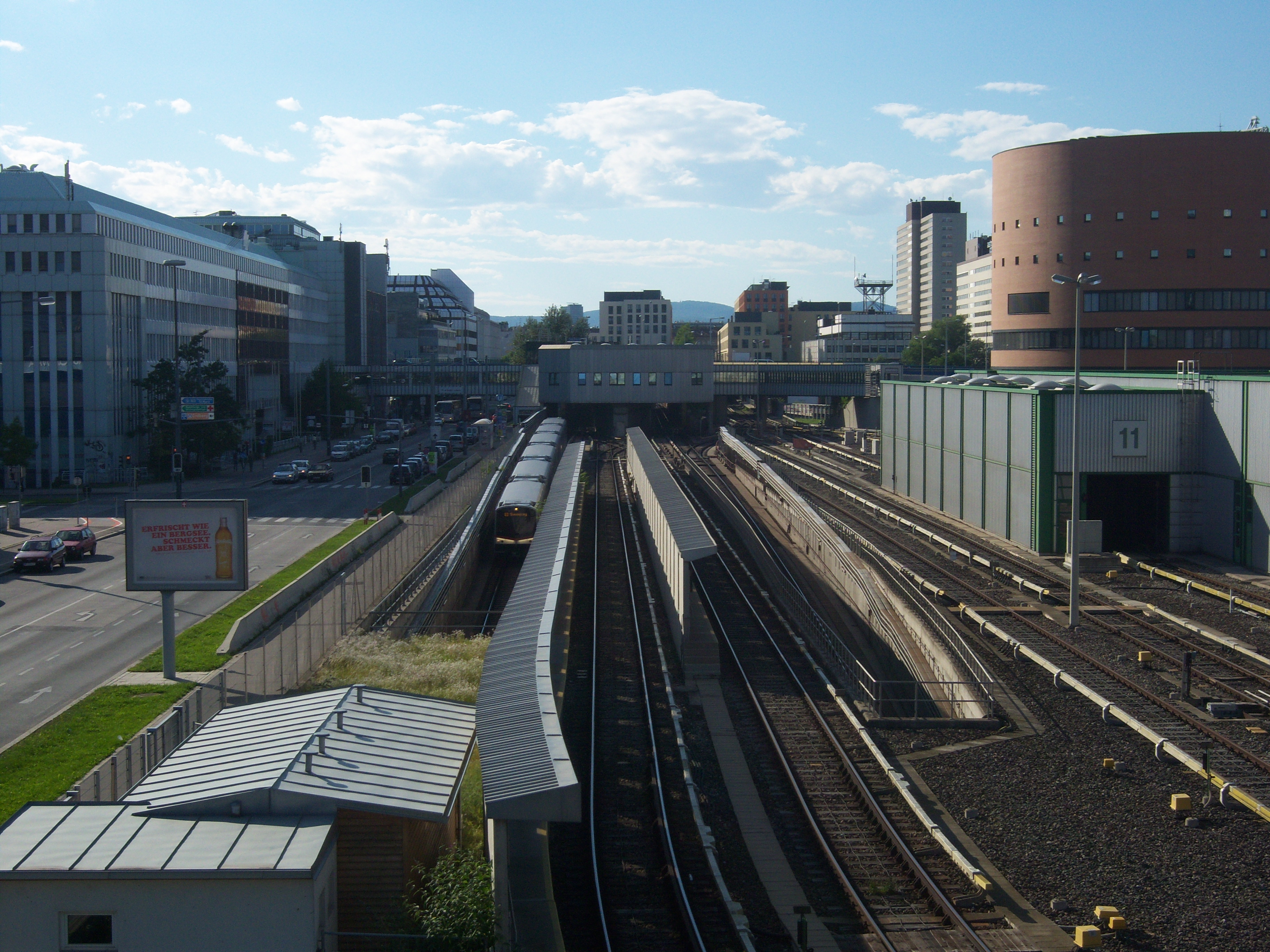
Oberirdische Station Erdberg
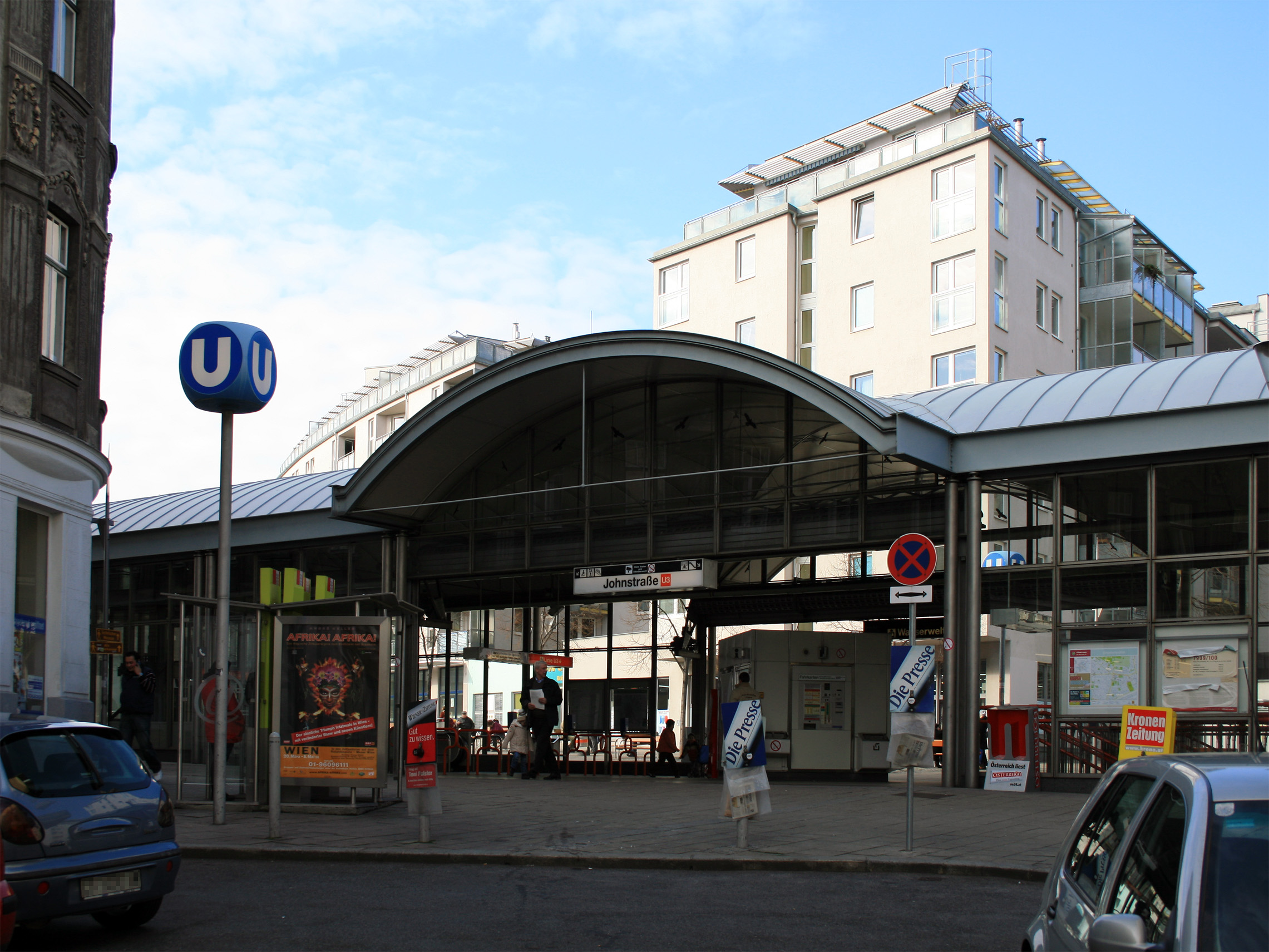
Station Johnstraße
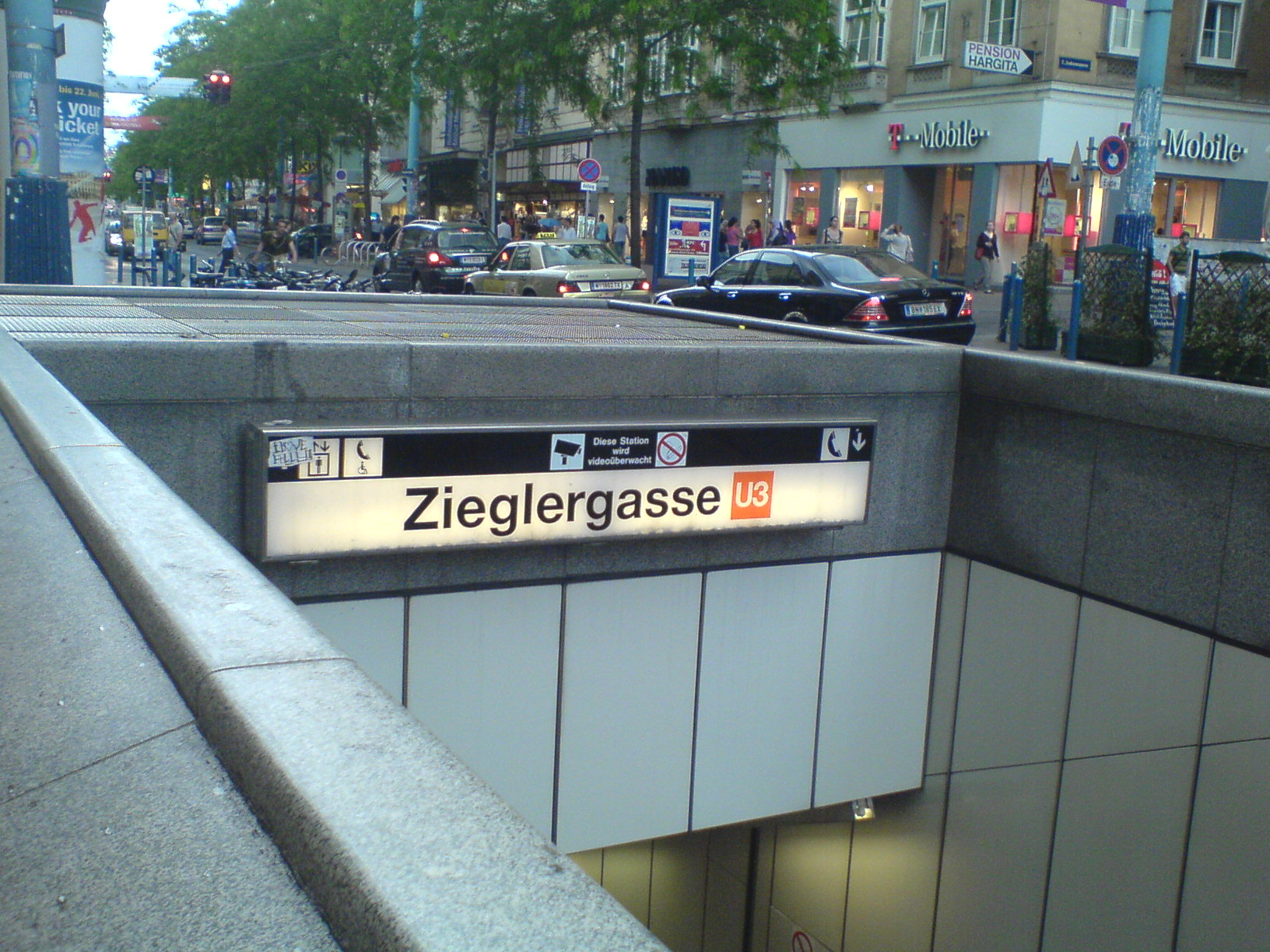
Eingang von der Mariahilfer Straße in die Station Zieglergasse
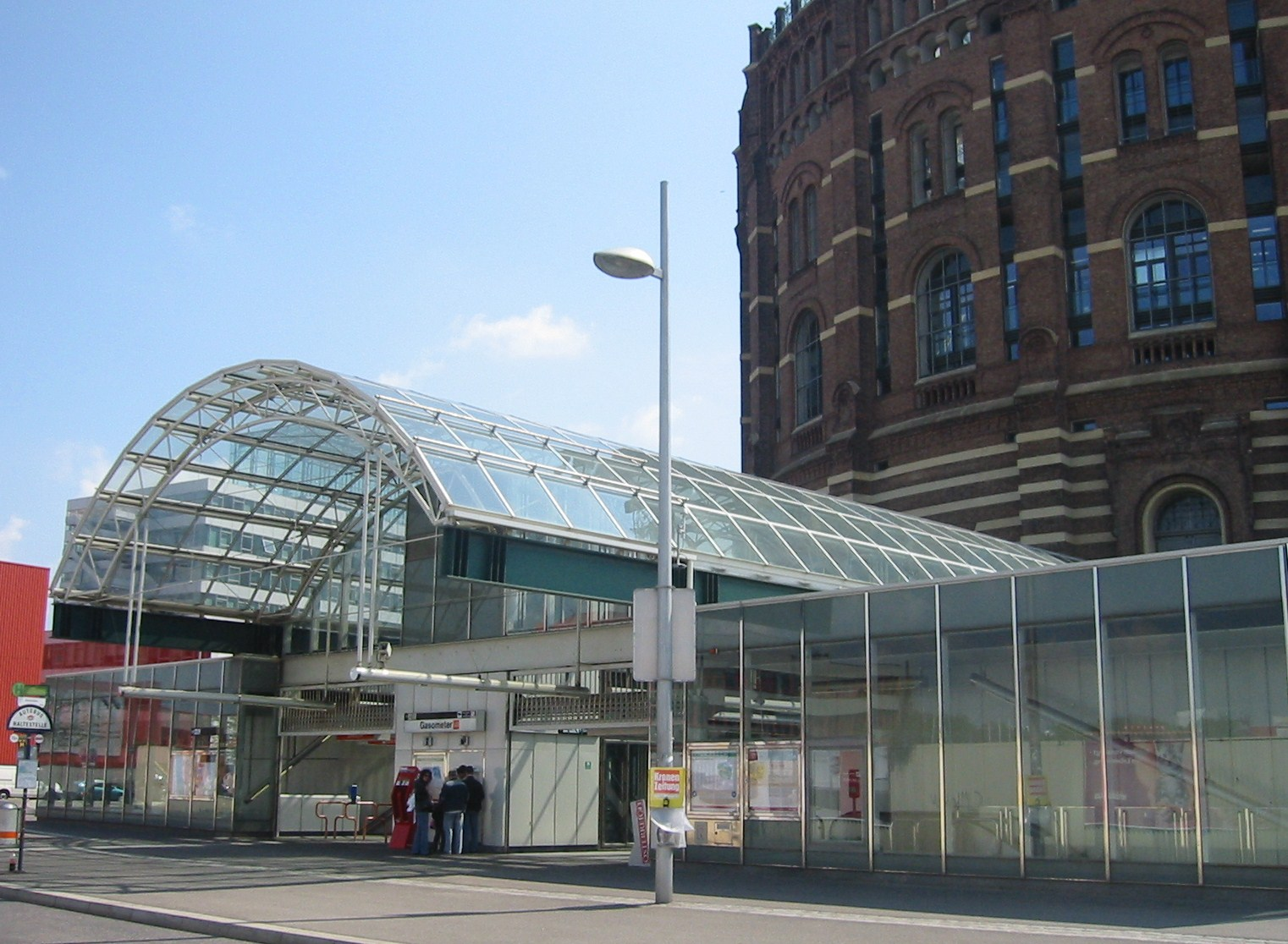
Die im Jahr 2000 eröffnete Station bei den Wiener Gasometern

## Geschichte
Die Linie U3 ist eine reine Neubaustrecke. Planungen für diese Linie gab es schon seit den 1960er-Jahren. Im Zuge des Baues der U1-Station Stephansplatz wurden die Bahnsteige der U3 bereits im Rohbau mitgebaut. Erst in den 1980er Jahren wurde mit dem Bau der U3 begonnen. Der erste Abschnitt dieser Linie von Erdberg bis Volkstheater wurde am 6. April 1991 eröffnet. Die U3 ist damit die jüngste Linie im Wiener U-Bahn-Netz. 1993 wurde die Linie bis zum Westbahnhof verlängert und gleichzeitig die beiden durch die innere Mariahilfer Straße bis zum Burgring verkehrenden Straßenbahnlinien 52 und 58 bis zum Westbahnhof verkürzt. Heute wird diese Entscheidung kritisch gesehen, da die U3 gerade in diesem Abschnitt ihre stärkste Auslastung verzeichnet. 1994 wurde das nächste Teilstück der U3 zwischen Westbahnhof und Johnstraße eröffnet. Erst 4 Jahre später folgte der Abschnitt von der Johnstraße zum Bahnhof Ottakring, womit die U3 ihre westliche Endstelle erreicht hatte.
Im Jahr 2000, rechtzeitig zur Jahrtausendwende, wurde die U3 auch im Osten zu ihrer heutigen Endstelle Simmering verlängert. Derzeit sind keine weiteren Verlängerungen in Planung, es gibt jedoch Forderungen seitens diverser Bezirkspolitiker, die U3 von Simmering über den Zentralfriedhof bis Kaiserebersdorf zu verlängern. Eine Besonderheit im Netz der Wiener U-Bahn stellen die U3-Stationen Stubentor, Stephansplatz, Neubaugasse und Zieglergasse dar, bei denen die Gleise und Bahnsteige übereinander liegen. Der untere Bahnsteig (Richtung Ottakring) liegt auf durchschnittlich 18 m Tiefe, während der obere Bahnsteig (Richtung Simmering) auf durchschnittlich 12 m liegt.
Typisch für diese Linie sind auch die oft künstlerisch gestalteten Stationen. Dabei handelt es sich vor allem um zeitgenössische Kunstwerke, unter anderem von Anton Lehmden, Adolf Frohner, Michael Hedwig, Oswald Oberhuber und dem Videokünstler Nam June Paik. In einigen Stationen sind auch archäologische Fundstücke zur Wiener Stadtgeschichte zu sehen.
Für die Aktion „Nächster Halt Frauengasse“ am Frauentag 8. März 2023 wurden von den Wiener Linien die Schilder der Haltestelle Herrengasse entsprechend überklebt und auch die Ansagen geändert.

## Architektur
Das Liniendesign der in der zweiten Ausbaustufe errichteten U3 wurde von der Architektengruppe U-Bahn (AGU) in Zusammenarbeit mit dem Büro „KuPa“ (Architekten Otto Kucera und Helmut Partsch) entworfen. Es stellt eine Evolution des von der AGU für U1 und U4 entwickelten Paneelsystems dar; vor allem im Hinblick auf die Dauerhaftigkeit und Resistenz der verwendeten Materialien. Gestalterisch auffallend ist die im Vergleich zu den Stationen von U1 und U4 reduzierte Formensprache. So wurden die charakteristischen Rundbögen entlang der Bahnsteige von geradlinigen Interieurs abgelöst. Die Aufnahmegebäude erhielten stattdessen tonnenförmige Dachkonstruktionen. Eine beachtenswerte Neuerung im Vergleich zu den Bauwerken der ersten Ausbaustufe ist der Einbau von Aufzügen in allen Stationen. Dafür wurde ein neuer Erschließungstypus entwickelt, der Aufzug, Rolltreppen und Stiegenhaus an einem Platz beinhaltet. Diese Zusammenführung der Funktionen in einem Aufnahmegebäude sollte die Orientierung der Fahrgäste erleichtern.
Mit Ausnahme der Station Volkstheater, welche die Handschrift von Architekt Kurt Schlauss trägt, weisen sämtliche Streckenbauwerke ein einheitliches Design auf.

## Betriebszeiten und Takt
| Zeit                    | Mo–Fr (Schule) | Mo–Fr (Ferien) | Samstag    | Sonn- und Feiertag |
| ----------------------- | -------------- | -------------- | ---------- | ------------------ |
| 00:00 Uhr bis 04:30 Uhr | Kein Betrieb   | Kein Betrieb   | 15 Minuten | 15 Minuten         |
| 04:30 Uhr bis 07:00 Uhr | 3–5 Minuten    | 4–5 Minuten    | 7 Minuten  | 7 Minuten          |
| 07:00 Uhr bis 20:00 Uhr | 3–5 Minuten    | 4–5 Minuten    | 5 Minuten  | 5 Minuten          |
| 20:00 Uhr bis 24:00 Uhr | 8 Minuten      | 8 Minuten      | 8 Minuten  | 8 Minuten          |